# ヴァネッサ・ウィリアムス
ヴァネッサ・ウィリアムス（Vanessa Williams、1963年3月18日 - ）は、アメリカ合衆国の歌手、女優。
ビルボードの全米シングル、R&B部門ともに第1位に輝いた代表作「セイヴ・ザ・ベスト・フォー・ラスト」をはじめ、各国のランキングでは数々の作品がトップ10にランクインした。
1983年、アフリカ系アメリカ人初のミス・アメリカ（第59代）。シンガーにとどまらず、アーノルド・シュワルツェネッガーと共演した『イレイザー』をはじめ、数々の映画、テレビドラマやミュージカルにも出演するなど女優としての成功も収め、シンガーとしても成功した女性の1人である。

## プロフィール

### 生い立ち
ニューヨーク（NYC）北部に隣接する、ウェストチェスター郡タリータウンの中流家庭に生まれた。両親ともに音楽教師であった経緯から、幼い頃から音楽に慣れ親しんだ。高校生の頃からはR&B系楽曲、とりわけフュージョンが好きだった。
彼女は成長してゆくにつれ、ピアノとフレンチホルンを習得したが、歌うことを最も好んだ。高校を卒業すると、演劇を学ぶため奨学金を授与されて、同州のシラキュース大学に入学したが、シンガーソングライターとしてデビューするためのキャリアを求めて中退した。

### ミス・アメリカ
シラキュース大学在学中の1980年代初期から各種のミス・コンテストに参加し始め、1983年にミス・ニューヨークで優勝すると、さらには1983年9月17日、アトランティックシティで開催されたミス・アメリカ'84でも優勝し、アフリカ系アメリカ人初のミス・アメリカとなる。これはアメリカのみならず世界的なビッグニュースであった。
しかし、1982年に撮影された彼女の上半身のヌード写真が『ペントハウス』誌1984年9月号に掲載されたことが元で、1984年7月23日に開かれた記者会見で彼女はミス・アメリカの称号を返上の意向を表面した為、２位のシュゼット・チャールズが繰り上げ優勝し、その結果、黒人とイタリア人のハーフであったシュゼットはアフリカ系アメリカ人として、２番目にミス・アメリカに選出されたことになった。残りのミス・アメリカの任期はシュゼットが単独で務め上げた。このヴァネッサのヌード写真スキャンダルによって、当時のアメリカでは彼女のキャリアは終わったものと見られていた。しかしその後、これが彼女の承諾なしに無断掲載されたものであることが確認されたこともあって、後年ミス・アメリカ1984aとして2位のシュゼット（ミス・アメリカ1984b）とともに公認されているインターネット上にある世界の多くのWebや一部の雑誌等には、あたかもヴァネッサがミス・アメリカのタイトルを剥奪された欠格者である旨の誤った記述が数多く見受けられるが、当時は剥奪されたと報道されていたのも事実である。なおミス・アメリカのタイトルの返上をした理由は、ミス・アメリカ運営委員会から強い圧力を掛けられて辞退を強要されており、かつそれを拒んだら称号を剥奪されるのは確実であったので、それを避ける為に辞退を選んだだけである。なおこの事件が沈静化して年月が経過した後にヴァネッサはミスアメリカの称号を再び授与された為、結局"ミス・アメリカ1984"のみ2名選出という形になっている。この件に関しては2015年にヴァネッサがミス・アメリカの審査委員長を務めた際に、テレビインタビューを受けたシュゼットは、大スターであるヴァネッサが1984年ミス・アメリカであることを否定こそはしなかったが、戸惑いは隠せない様子であった。
2015年9月に開催された第95回ミス・アメリカ本選で審査委員長を務め、スキャンダルから32年の時を経て本会場にてミス・アメリカ運営委員会は公式謝罪した。

## キャリア

### 音楽
1988年にデビュー・アルバム『ライト・スタッフ』を発売した。収録曲のシングル「The Right Stuff」はR&Bチャートで上位に入り、3枚目のシングル「Dreamin'」はBillboard Hot 100のトップ10に入って成功した。アルバムはゴールドディスクとなって、新人賞を含む3つのグラミー賞候補となった。1992年には最大のヒット曲である「セイヴ・ザ・ベスト・フォー・ラスト」がリリースされ世界で大ヒットし彼女の名を世界に轟かせた。1995年にはポカホンタスの主題歌「Colors of the Wind」でグラミー賞を初受賞した。

### 来日公演
- 東京国際フォーラム ホールA『Vanessa Williams Japan Tour '97』（1997年10月22日～28日）
- ブルーノート大阪（2004年11月9日 - 11日 / 2007年 ※店舗異動後初公演）
- ブルーノート東京（2004年11月14日 - 18日 / 2007年）
- ビルボードライブ東京（2011年5月31日 - 6月1日、3日、4日、5日）
- ビルボードライブ東京（2014年6月17日、18日、19日）
- 横浜ベイシェラトンホテル&タワーズ ステージ&ディナー2014（2014年6月21日）
- ビルボードライブ大阪（2014年6月23日、24日）
- ブルーノート東京（2015年6月14日 - 15日 / 19日 - 22日）
- サンケイホールブリーゼ大阪・西梅田（2015年6月17日）

### ミュージカル
1994年、ブロードウェーのミュージカル『蜘蛛女のキス』に出演する舞台女優として抜擢され、これまでの音楽での才能をミュージカルで発揮した。また、2002年のトニー賞候補者になった。その他では、ケネディセンターで上演された『Carmen Jones』にも出演した。

## プライベート
- 1987年1月2日、当時のマネージャー、ラモン・ハーベイと結婚し、3人の子をもうける。1997年、離婚。
- 1999年9月26日、NBAロサンゼルス・レイカーズのプロバスケ選手リック・フォックスと再婚し、1女をもうける。2004年、離婚を申請[4]。
- 2006年1月、父が逝去。70歳。
- 2006年初め頃からは、当時29歳の俳優ロブ・マックと交際し始めた。
- 2008年現在、ウエストチェスター郡チャパカに暮らす。
- 2015年7月4日、婚約者のジム・スキリップと結婚[5]。

## その他
- クリスという弟がいて現在は俳優になっている。
- ソニーの元社長・盛田昭夫もヴァネッサがファンの1人であったことが知られる。

## フィルモグラフィ

### 映画
| 公開年 | 邦題 原題                                                               | 役名                     | 備考                        |
| ------ | ----------------------------------------------------------------------- | ------------------------ | --------------------------- |
| 1987   | ピックアップ・アーチスト The Pick-up Artist                             |                          |                             |
| 1988   | バトル・コップ/LAコネクション Under the Gun                             | サマンサ・リチャーズ     |                             |
| 1990   | メリー・クリスマスを君に The Kid Who Loved Christmas                    | リネッタ・パークス       | テレビ映画                  |
| 1991   | 詐欺師とウソつき患者 Another You                                        | グロリア                 |                             |
| 1991   | ハーレーダビッドソン&マルボロマン Harley Davidson and the Marlboro Man  | ルル・ダニエルズ         |                             |
| 1992   | 青春のサボイ・ボール Stompin' at the Savoy                              | ポーリーン               | テレビ映画                  |
| 1995   | 女医 Nothing Lasts Forever                                              | キャシー・ハンター       | テレビ映画                  |
| 1995   | バイ・バイ・バーディ Bye Bye Birdie                                     | ローズ・アルヴァレス     |                             |
| 1996   | イレイザー Eraser                                                       | リー・カレン             |                             |
| 1997   | オデッセイ The Odyssey                                                  | カリプソ                 | テレビ映画                  |
| 1997   | ソウルフード Soul Food                                                  | テリ                     |                             |
| 1997   | 奴らに深き眠りを Hoodlum                                                | フランシーン・ヒューズ   |                             |
| 1998   | ダンス・ウィズ・ミー Dance with Me                                      | ルディ・シンクレア       |                             |
| 1998   | デス・ゲーム2025 Futuresport                                            | アレックス・トレス       | テレビ映画                  |
| 1999   | エルモと毛布の大冒険 The Adventures of Elmo in Grouchland               | ゴミ王国の女王           |                             |
| 1999   | ハイスクール・ジャック 怒りの教室 Light It Up                           | オードリー・マクドナルド |                             |
| 2000   | 愛する勇気 The Courage to Love                                          | アンリエット・デリール   | テレビ映画 出演・製作総指揮 |
| 2000   | ヴァネッサ・ウィリアムズのクリスマス・キャロル A Diva's Christmas Carol |                          |                             |
| 2000   | ドン・キホーテ～ラ・マンチャの男～ Don Quixote                          |                          | テレビ映画                  |
| 2000   | シャフト Shaft                                                          | カーメン・ヴァスケス     |                             |
| 2001   | WW3/ワールド・ウォー3 WW 3                                              | M.J.ブレイク             |                             |
| 2002   | パウエル 気高きカリスマの伝説 Keep the Faith, Baby                      | ヘイゼル・スコット       | テレビ映画                  |
| 2004   | ジョンソン一家のババババケーション Johnson Family Vacation              | ドロシー・ジョンソン     |                             |
| 2007   | アンド・ゼン・ケイム・ラブ And Then Came Love                           | ジュリー                 |                             |
| 2009   | ハンナ・モンタナ/ザ・ムービー Hannah Montana: The Movie                 | ヴィタ                   |                             |
| 2020   | バッド・ヘアー Bad Hair                                                 | ゾーラ・チョイス         |                             |

### テレビ番組
| 放映年    | 邦題 原題                                                           | 役名                   | 備考                             | 1979 | ライヴ・フロム・リンカーン・センター Live from Lincoln Center |  | エピソード「New York City Opera: Street Scene」に出演 |
| 1996      | スタートレック:ディープ・スペース・ナイン Star Trek:Deep Space Nine | アランディス           | 第105話（シーズン5）にゲスト出演 |      |                                                               |  |                                                       |
| 2002      | アリー my Love Ally My Love                                         | シェイラ・ハント       | 1エピソード                      |      |                                                               |  |                                                       |
| 2006-2010 | アグリー・ベティ Ugly Betty                                         | ウィルミナ・スレイター | 85エピソード                     |      |                                                               |  |                                                       |
| 2010-2012 | デスパレートな妻たち Desperate Housewives                           | レネ・ペリー           | 46エピソード                     |      |                                                               |  |                                                       |
| 2012      | 666 パーク・アベニュー NYの悪夢 666 Park Avenue                     | オリヴィア・ドラン     | 6エピソード                      |      |                                                               |  |                                                       |

### 日本

#### コマーシャル等
- ヴァーナル（体験者として）
- シオノギ製薬「セデス」のCM（"Save the Best for Last"）
- JR東日本のCM

### 備考
海外ドラマの『アグリー・ベティ』や『デスパレートな妻たち』、『ハンナ・モンタナ/ザ・ムービー』に出演した時の日本語吹き替えは、いずれも五十嵐麗が担当している。

## ディスコグラフィ

### スタジオ・アルバム
- 『ライト・スタッフ』 - The Right Stuff (1988年)
- 『コンフォート・ゾーン』 - The Comfort Zone (1991年)
- 『スウィーテスト・デイ』 - The Sweetest Days (1994年)
- 『スター・ブライト』 - Star Bright (1996年)
- 『ネクスト』 - Next (1997年)
- 『シルヴァー&ゴールド』 - Silver & Gold (2004年)
- 『エヴァーラスティング・ラヴ』 - Everlasting Love (2005年)
- 『ザ・リアル・シング』 - The Real Thing (2009年)

## 関連文献
- PBS TVによる紹介
- 米国務省による紹介